# Етре (Ен)
Етре́ (фр. Étrez) — колишній муніципалітет у Франції, у регіоні Овернь-Рона-Альпи, департамент Ен. Населення — 800 осіб (2011).
Муніципалітет був розташований на відстані близько 360 км на південний схід від Парижа, 70 км на північний схід від Ліона, 15 км на північ від Бург-ан-Бресса.

## Історія
До 2015 року муніципалітет перебував у складі регіону Рона-Альпи. Від 1 січня 2016 року належав до нового об'єднаного регіону Овернь-Рона-Альпи.
1 січня 2019 року Етре і Кра-сюр-Рейссуз було об'єднано в новий муніципалітет Бресс-Валлон.

## Демографія
Динаміка населення (Cassini ):
Розподіл населення за віком та статтю (2006):
| Стать | Всього | До 15 років | 15-24 | 25-44 | 45-64 | 65-85 | Понад 85 |
| --- | ------ | ----------- | ----- | ----- | ----- | ----- | -------- |
| Чоловіки | 408    | 92          | 73    | 107   | 100   | 32    | 4        |
| Жінки | 345    | 61          | 50    | 96    | 88    | 50    | 0        |
| \| Статево-вікова піраміда \| Статево-вікова піраміда \| Статево-вікова піраміда \| \| ----------------------- \| ----------------------- \| ----------------------- \| \| Чоловіки \| Вік \| Жінки \| \| 4 \| 85 + \| 0 \| \| 4 \| 80-84 \| 8 \| \| 8 \| 75-79 \| 15 \| \| 8 \| 70-74 \| 8 \| \| 12 \| 65-69 \| 19 \| \| 15 \| 60-64 \| 8 \| \| 27 \| 55-59 \| 15 \| \| 23 \| 50-54 \| 23 \| \| 35 \| 45-49 \| 42 \| \| 38 \| 40-44 \| 31 \| \| 23 \| 35-39 \| 35 \| \| 19 \| 30-34 \| 15 \| \| 27 \| 25-29 \| 15 \| \| 35 \| 20-24 \| 23 \| \| 38 \| 15-20 \| 27 \| \| 27 \| 10-14 \| 23 \| \| 38 \| 5-9 \| 15 \| \| 27 \| 0-4 \| 23 \| |        |             |       |       |       |       |          |
| Статево-вікова піраміда |        |             |       |       |       |       |          |
| Чоловіки | Вік    | Жінки       |       |       |       |       |          |
| 4 | 85 +   | 0           |       |       |       |       |          |
| 4 | 80-84  | 8           |       |       |       |       |          |
| 8 | 75-79  | 15          |       |       |       |       |          |
| 8 | 70-74  | 8           |       |       |       |       |          |
| 12 | 65-69  | 19          |       |       |       |       |          |
| 15 | 60-64  | 8           |       |       |       |       |          |
| 27 | 55-59  | 15          |       |       |       |       |          |
| 23 | 50-54  | 23          |       |       |       |       |          |
| 35 | 45-49  | 42          |       |       |       |       |          |
| 38 | 40-44  | 31          |       |       |       |       |          |
| 23 | 35-39  | 35          |       |       |       |       |          |
| 19 | 30-34  | 15          |       |       |       |       |          |
| 27 | 25-29  | 15          |       |       |       |       |          |
| 35 | 20-24  | 23          |       |       |       |       |          |
| 38 | 15-20  | 27          |       |       |       |       |          |
| 27 | 10-14  | 23          |       |       |       |       |          |
| 38 | 5-9    | 15          |       |       |       |       |          |
| 27 | 0-4    | 23          |       |       |       |       |          |

## Економіка
2010 року серед 501 особи працездатного віку (15—64 років) 388 були активними, 113 — неактивними (показник активності 77,4%, у 1999 році було 75,8%). З 388 активних мешканців працювало 379 осіб (206 чоловіків та 173 жінки), безробітними було 9 (5 чоловіків та 4 жінки). Серед 113 неактивних 43 особи були учнями чи студентами, 37 — пенсіонерами, 33 були неактивними з інших причин.

У 2010 році в муніципалітеті числилось 281 оподатковане домогосподарство, у яких проживали 785,5 особи, медіана доходів виносила 17 169 євро на одного особоспоживача